# Canada ai XIII Giochi olimpici invernali
Il Canada partecipò ai XIII Giochi olimpici invernali, svoltisi a Lake Placid, Stati Uniti, dal 14 al 23 febbraio 1980, con una delegazione di 59 atleti impegnati in otto discipline.